# Arctia elisabethana
Arctia elisabethana là một loài bướm đêm thuộc phân họ Arctiinae, họ Erebidae.